# Autalia monteverdensis
Autalia monteverdensis är en skalbaggsart som beskrevs av Hoebeke och Ashe 1994. Autalia monteverdensis ingår i släktet Autalia och familjen kortvingar. Inga underarter finns listade i Catalogue of Life.